# 妙洁

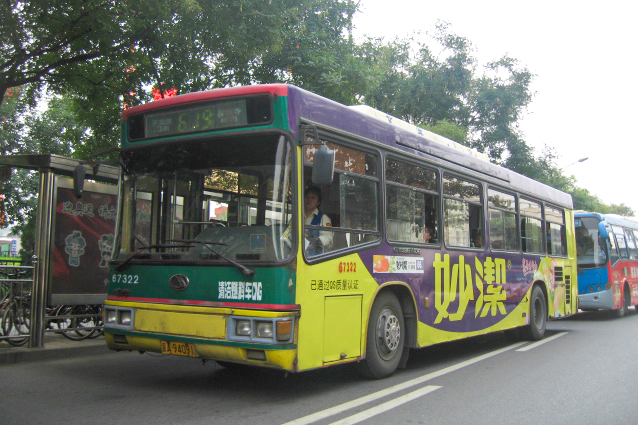
妙潔巴士廣告（2007年）

妙洁是台灣脫普聚益旗下的一個家居日用快速消費品品牌，有拖把、抹布、保鮮膜、保鮮袋、垃圾袋等產品。該品牌歷史可以追溯到1957年。1990年代末進入中國大陸市場。2015年，妙洁生產的纸杯被江苏省质监局發現有滲漏現象。2020年，妙潔生產的保鲜膜和保險袋又被上海市市场监管局發現不合格。

## 外部連結
- 妙潔中國 （页面存档备份，存于）
- 妙潔台灣 （页面存档备份，存于）
- 台灣公司資料 （页面存档备份，存于）
- 脫普聚益  LINE 官方帳號 （页面存档备份，存于）
- 妙潔-momo購物網 （页面存档备份，存于）
- 妙潔-Yahoo奇摩購物中心 （页面存档备份，存于）
- 妙潔-蝦皮購物 （页面存档备份，存于）
- 妙潔-PChome 24h購物 （页面存档备份，存于）
- 妙潔的Facebook專頁
- 妙潔的Instagram帳戶
- YouTube上的妙潔頻道